# Alicia Kozameh

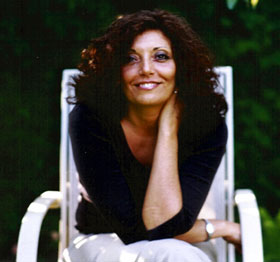
Alicia Kozameh, by Gabriela Vázquez

Alicia Kozameh (sinh ngày 20 tháng 3 năm 1953 tại Rosario, Argentina) là một tiểu thuyết gia, nhà văn và nhà thơ truyện ngắn người Argentina, và là Giáo sư trong Chương trình Viết sáng tạo, Khoa tiếng Anh, tại Đại học Chapman ở miền Nam California. Kozameh đã xuất bản bảy tiểu thuyết, một tuyển tập truyện ngắn và một cuốn sách thơ. Bà cũng đã biên soạn hai tuyển tập và viết một cuốn sách phối hợp với các tác giả khác, vốn là cựu tù nhân chính trị từ chế độ độc tài quân sự Argentina cuối cùng ở nước này.

## Tiểu sử
Alicia Kozameh sinh ra ở Rosario, Santa Fe, với người cha theo Thiên chúa giáo Lebanon và là người mẹ gốc Do Thái gốc Syria. Bà học triết học và văn học tại Đại học Rosario từ năm 1973 đến năm 1975, và tại Đại học Buenos Aires từ năm 1985 đến năm 1987. Các nghiên cứu của bà bị gián đoạn từ tháng 9 năm 1975 cho đến tháng 12 năm 1978 trong khi bà bị giam giữ làm tù nhân chính trị trong quân đội gần đây nhất của Argentina. Sau khi được thả, bà tiếp tục bị đàn áp và quấy nhiễu liên tục, và bị buộc phải lưu vong vào năm 1980, đầu tiên ở California, và sau đó là ở Mexico.
Trong thời gian lưu vong, bà đã xuất bản tác phẩm ở Mexico và California và viết tiểu thuyết đầu tiên của mình, El séptimo sueño (Giấc mơ thứ bảy), một bản thảo bà đã từng quyết định không xuất bản. Bà trở về Argentina năm 1984, sau cuộc chiến tranh Falklands và với các cuộc bầu cử dân chủ cho đất nước Argentina.
Năm 1987, nhà xuất bản Editorial Contrapunto ở Buenos Aires, xuất bản cuốn tiểu thuyết thứ hai của bà, Pasos bajo el agua (Các bước dưới nước), một tài khoản hư cấu về kinh nghiệm của bà như một tù nhân chính trị và một người lưu vong. Nhiều bài báo và câu chuyện khác về bà đã được đăng trên các tờ báo và tạp chí văn hóa ở Buenos Aires trong thời gian đó, cũng như các đánh giá về Pasos bajo el agua, được bán hết trong sáu tháng. Ở Buenos Aires, bà đã hoàn thành kịch bản dựa trên cuốn tiểu thuyết Step Under Water của mình. Bản dịch tiếng Anh của Pasos bajo el agua (Các bước dưới nước) đã được Đại học California Press xuất bản vào năm 1996. Cuốn tiểu thuyết đã được đưa vào khóa học của nhiều khóa học đại học tại Hoa Kỳ. Phiên bản tiếng Đức của cuốn tiểu thuyết này, Schritte unter Wasser, được Milena Verlag Editions xuất bản tại Vienna, vào năm 1999.